# Odds & Sods
Odds & Sods ist eine Kompilation der britischen Rockband The Who. Sie erschien 1974 und wurde 1998 erneut als remasterte Version veröffentlicht. Die beiden Versionen unterscheiden sich in ihrer Titelliste.
Im Herbst 1973, während der Aufnahmen zum Film Tommy, stellte John Entwistle diese Kompilation zusammen, um den zahlreichen Bootlegs etwas entgegenzusetzen. Er und der Produzent seines Soloalbums, John Alcock, stellten das Album aus verschiedenen Aufnahmen zusammen. Obwohl genug Material für zwei LPs gesammelt worden war, veröffentlichte man nur eine davon. Die Platte konnte die Verbreitung der Bootlegs jedoch nicht stoppen, weil große Teile des Materials bereits auf Bootlegs zu finden war.

## Titellisten

### Ursprüngliche Titelliste
1. Postcard (3:27)
Diese Komposition von John Entwistle entstand im August 1973. Aufgenommen wurde sie in Pete Townshends Heimstudio Eel Pie. Ursprünglich war geplant, den Titel als Maxi-Single zu veröffentlichen, was aber letztlich nicht geschah.
2. Now I’m a Farmer (3:59)
Dieses Stück wurde ebenfalls im August 1973 in Townshends Heimstudio aufgenommen. Es sollte mit Postcard als Maxi-Single erscheinen. Geschrieben wurde das Lied von Pete Townshend.
3. Put the Money Down (4:14)
Diese Townshend-Komposition stammt aus dem Juni 1972. Produziert wurde sie von den Who und Glyn Johns. Die Gesangsspur sang Roger Daltrey 1974 nachträglich ein.
4. Little Billy (2:15)
Pete Townshend schrieb dieses Stück 1968 für die American Cancer Society. Aufgenommen wurde das Lied im Februar 1968 in den Londoner IBC Studios. Als Produzent fungierte Kit Lambert. Zu Townshends Verärgerung wurde Little Billy von der American Cancer Society nicht veröffentlicht.
5. Too Much of Anything (4:21)
Dieser Titel entstand im April 1971 während der Sessions für das Album Who’s Next in den Londoner Olympic Studios. Produziert wurde er von den Who und Glyn Johns. Als Gastmusiker war Nicky Hopkins am Klavier dabei. Geschrieben wurde das Lied von Pete Townshend. Die Gruppe spielte das Stück im Rahmen der Entwicklung des Lifehouse-Projekts Anfang des Jahres 1971 bei ihren Konzerten im Young Vic-Theater.
6. Glow Girl (2:20)
Glow Girl wurde im Januar 1968 in den Londoner De Lane Lea Studios aufgenommen. Produziert wurde das Stück von Kit Lambert. Komponist Townshend äußerte sich zur Entstehung des Lieds:

„I tried to write an archetypal rock single; the Shangri-Las type thing, the Jan and Dean type thing. The car crashes, the motorcycle goes over the cliff, 'Oh no! and then there's a little spoken part: ’and then I went to the cemetery and I prayed over his grave’.“

7. Pure and Easy (5:23)
Pete Townshend schrieb dieses Lied für das Lifehouse-Projekt, das letztlich nicht zustande kam. Die Aufnahme stammt aus dem Mai 1971. Townshend veröffentlichte das Lied 1972 auf seinem ersten Soloalbum Who Came First. Die erste Who-Version des Stücks wurde bereits am 17. März 1971 im Record Plant-Studio in New York aufgenommen, allerdings erst 1995 als Bonustrack der remasterten CD-Version von Who’s Next veröffentlicht.
8. Faith in Something Bigger (3:03)
Dieser Titel wurde im Januar 1968 in den Londoner CBS Studios aufgenommen. Produziert wurde das Stück von Kit Lambert. Komponiert wurde das Lied von Pete Townshend.
9. I’m the Face (2:32)
Dieses Lied erschien am 3. Juli 1964 auf der ersten Single der Who, die sich zu dem Zeitpunkt allerdings noch The High Numbers nannte. Autor des Stücks war Peter Meaden, damaliger Manager der Gruppe. Aufgenommen wurde I’m the Face im Juni 1964 in den Londoner Fontana Studios. Produziert wurde das Stück von Chris Parmeinter und Peter Meaden. Wie Townshends feststellte, stammte die Melodie von Slim Harpos Komposition I Got Love If You Want It.
10. Naked Eye (5:10)
Pete Townshend entwickelte dieses Stück um ein Riff, den er bei Livekonzerten der Who improvisiert hatte. Die Aufnahme auf Odds & Sods entstand im August 1973 in Pete Townshends Heimstudio.
11. Long Live Rock (3:54)
Pete Townshend führt die Inspiration für dieses Stück auf eine Albumidee mit dem Titel Rock Is Dead – Long Live Rock zurück. Die Aufnahme stammt aus dem Juni 1972.

### Titelliste der remasterten Version
1. I’m the Face
2. Leaving Here
3. Baby Don’t You Do It
4. Summertime Blues (Studio Version)
5. Under My Thumb
6. Mary Anne With the Shaky Hand
7. My Way
8. Faith in Something Bigger
9. Glow Girl
10. Little Billy
11. Young Man Blues (Studio Version)
12. Cousin Kevin Model Child
13. Love Ain’t for Keeping (Alternate Version)
14. Time Is Passing
15. Pure and Easy
16. Too Much Of Anything
17. Long Live Rock
18. Put the Money Down
19. We Close Tonight
20. Postcard
21. Now I’m a Farmer
22. Water
23. Naked Eye